# Timna Brauer
Timna Brauer (en hebreo: תימנה בראואר‎; Viena, 1 de mayo de 1961) es una cantante austriaca; es hija del artista, escritor y cantante Arik Brauer. Está casada con el pianista israelí Elias Meiri con quien colabora. Ambos tienen raíces yemenitas.
Representó a Austria en el Festival de la Canción de Eurovisión 1986, cantando "Die Zeit ist einsam" ("El tiempo está abandonado"), con la que obtuvo el 18.º puesto con 12 puntos.

## Discografía Selecta
- 1987: Orient (Timna Brauer & Elias Meiri)
- 1992: Mozart "Anders" (Timna Brauer & Elias Meiri)
- 1996: Tefila-Prayer / Jewish Spirituals (Timna Brauer)
- 1997: Chansons et violons (Timna Brauer & Elias Meiri)
- 1999: Die Brauers (La familia Brauer - 3 generaciones)
- 2001: Songs from Evita (Timna Brauer)
- 2001: Voices for Peace (Timna Brauer & varios coros)
- 2005: Kinderlieder aus Europa: CD + Libro de información (Timna Brauer & Elias Meiri + Niños)
- 2006: Der kleine Mozart: Listen and Play CD for Children (Timna Brauer & Elias Meiri)